# Calle Agustinas
La calle Agustinas es una arteria vial de Santiago Centro, que nace en la avenida Matucana, límite con la comuna Estación Central, y termina en la calle Santa Lucía, al oeste del cerro homónimo. Tiene una extensión de 3,3 km con colegios, casas comerciales, teatros, iglesias, restaurantes, hoteles, viviendas y centros médicos; el tránsito corre de poniente a oriente, y se interseca con la Autopista Central.

## Historia
La calle, que fue creada en 1576, debe su nombre a las monjas Agustinas, primera congregación de religiosas establecida en Santiago en 1574. Durante la Conquista, muchas viudas de soldados de la guerra de Arauco se retiraron al convento, al que en aquella época se referían como la "beaterio de las monjas de la Concepción". En 1576 regularizó su situación canónica y adquirió el nombre oficial de Monasterio de la Limpia Concepción de Nuestra Virgen María. El monasterio abarcaba desde la calle Agustinas por el norte hasta la Alameda por el sur y de Bandera por el oeste a Ahumada por el este.
En un inicio, el papel que desempeñó la congregación era prestar refugio a mujeres desposeídas; sin embargo, durante el siglo XVIII, las religiosas adquirieron grandes riquezas, lo que les permitió acoger a niñas necesitadas. En 1912 las religiosas trasladaron su claustro a la avenida Vicuña Mackenna 420.
Cuenta la leyenda que, entre 1852 y 1855, las monjas construyeron un túnel subterráneo para poder cambiarse de un monasterio a otro sin romper el claustro, desde el primer templo hasta el último en calle Moneda 1054.
En esta calle vivieron personajes ilustres de la historia chilena: Fernando Márquez de la Plata (en el n.º 56 de acuerdo a su numeración antigua), vocal de la Primera Junta de Gobierno (1810); Ignacio de la Carrera (n.º 46), padre de Javiera, Juan José, José Miguel y Luis; Manuel Rodríguez (n.º 27), el célebre guerrillero; Hipólito Villegas (n.º 60), primer ministro de Hacienda de Chile bajo O'Higgins y uno de los firmantes del Acta de Independencia, en febrero de 1818; Manuel Blanco Encalada (n.º 20), vicealmirante, el primer político que ostentó el título de presidente de Chile; Joaquín Prieto (n.º 27), general y presidente; el político Manuel Antonio Tocornal (n.º 42); Manuel Vicuña Larraín (n.º 100), primer arzobispo de Santiago; Benjamín Vicuña Mackenna nació en la que fue casa de los Carrera (n.º 46).
En los años 1900, surgió en la capital el Club Santiago en la esquina de Ahumada con Agustinas, que pretendía ser "una alternativa más moderna al tradicional Club de la Unión"; hacia 1910 lo encabezaba Ramón Barros Luco, quien a fines de ese año, en diciembre, fue elegido por consenso presidente de la República.
En noviembre de 2013 se habilitó una salida a calle Agustinas en la Autopista Central con el fin de reducir tiempos de viaje y descongestionar la vía express de la carretera, reemplazando de esta forma la anterior salida única que se enlazaba a calle Santo Domingo; con ello, los viajes realizados desde sectores como Quilicura y Lampa se redujeron en alrededor de un 30%.

## Lugares turísticos y culturales

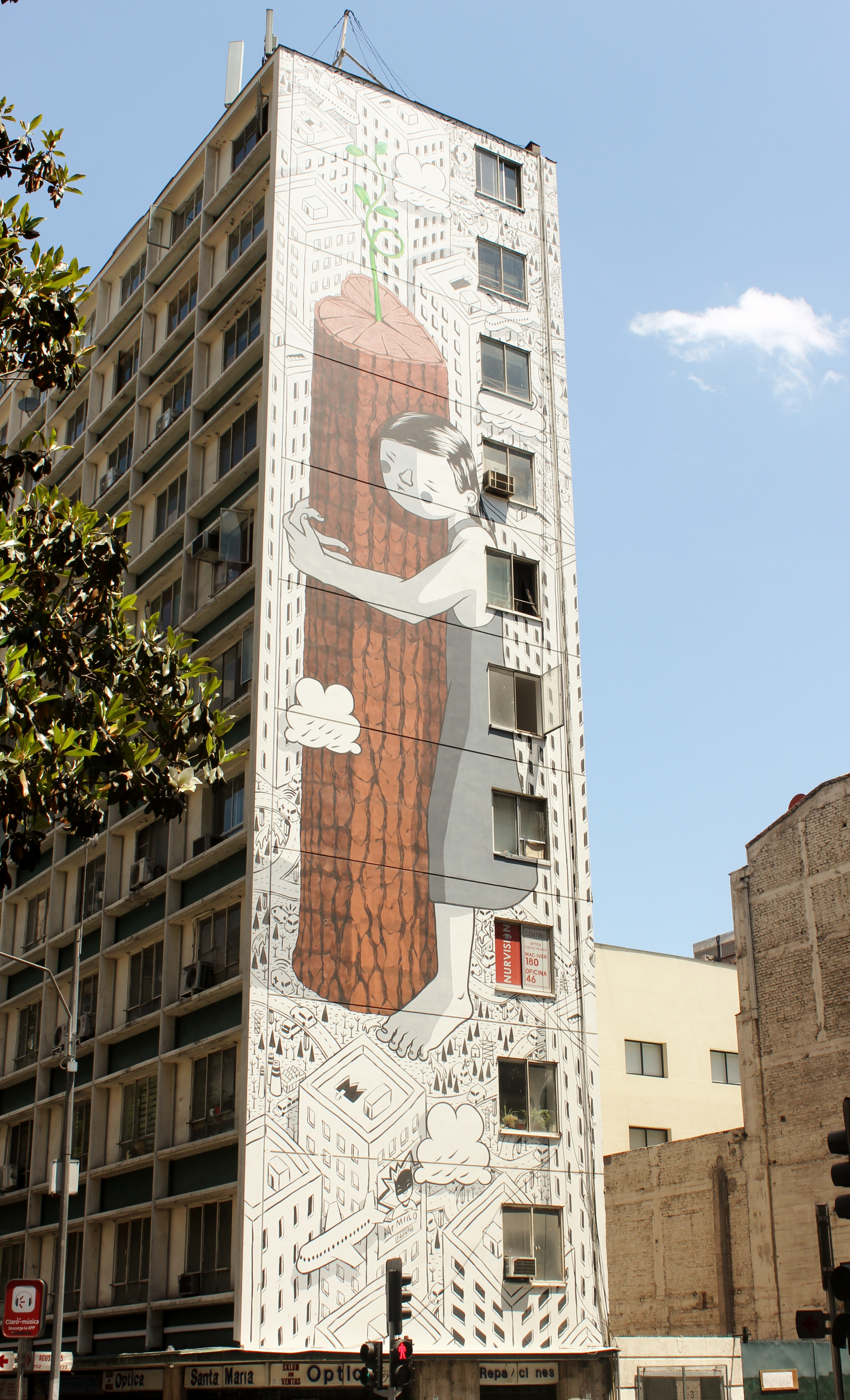
Mural del italiano Millo en Agustinas con calle Mac-Iver.

Entre las calles Teatinos y Morandé, en el costado sur de Agustinas, se extiende hasta la calle Moneda la plaza de la Constitución, explanada desde la que se abre una excelente vista a la fachada norte del Palacio de La Moneda; la plaza misma tiene monumentos a cuatro presidentes de Chile —Pedro Aguirre Cerda, Jorge Alessandri, de la escultora Francisca Cerda; de Eduardo Frei Montalva y Salvador Allende, ambos de Arturo Hevia— además de una estatua a Diego Portales, obra del escultor francés Jean-Joseph Perraud.
En la esquina con la calle San Antonio por Agustinas hacia el oriente se extiende la plazoleta Patricio Mekis, con la Fuente de los niños, del escultor argentino Arturo Dresco y la estatua a Mekis —famoso por su gestión como alcalde de Santiago—, del chileno Galvarino Ponce. La plazoleta fue declarada Monumento Histórico en 1973 con todos los elementos de su conjunto: la fuente, los muros, los portones y la casa-kiosco, así como también el palacio Subercaseaux, conjunto de tres propiedades construidas por encargo del empresario salitrero Francisco Subercaseaux Vicuña: en una vivió Julio (el mayor de los 7 hijos que tuvo), en otra Josefina (la menor) y en la tercera (hecha después que las dos primeras), el patriarca con su esposa, Juana Brown y Aliaga. Al momento de la declaración de monumento los inmuebles estaban ocupados por el Club de la Fuerza Aérea, la tienda La Maisson y el Instituto Chileno-Francés de Cultura (de estos, solo el mencionado club continúa en el palacio).
La plazoleta antes se conocía como plazoleta o plazuela del Teatro Municipal (adquirió el nombre del alcalde Mekis en 1979, el mismo año de su muerte producida al derrumbarse parte de un balcón de su casa de veraneo) y su objetivo era precisamente permitir la apreciación visual del frente del Municipal, evitando que este se viera opacado por otros edificios. Inaugurado el 17 de septiembre de 1857, el teatro se convirtió en el centro cultural y social de la aristocracia santiaguina. Un incendio ocurrido en 1870 tras una función lo destruyó por completo; fue reinaugurado tres años más tarde tras ser reconstruido por un grupo de arquitectos al frente del francés Lucien Ambroise Hénault, conservando el aspecto original. Posteriormente, entre 1947 y 1952 fue modernizado; en 2010 cerró sus puertas durante 5 meses debido a los daños que sufrió durante el terremoto del 27 de febrero; reabrió al público el 4 de agosto de ese año.

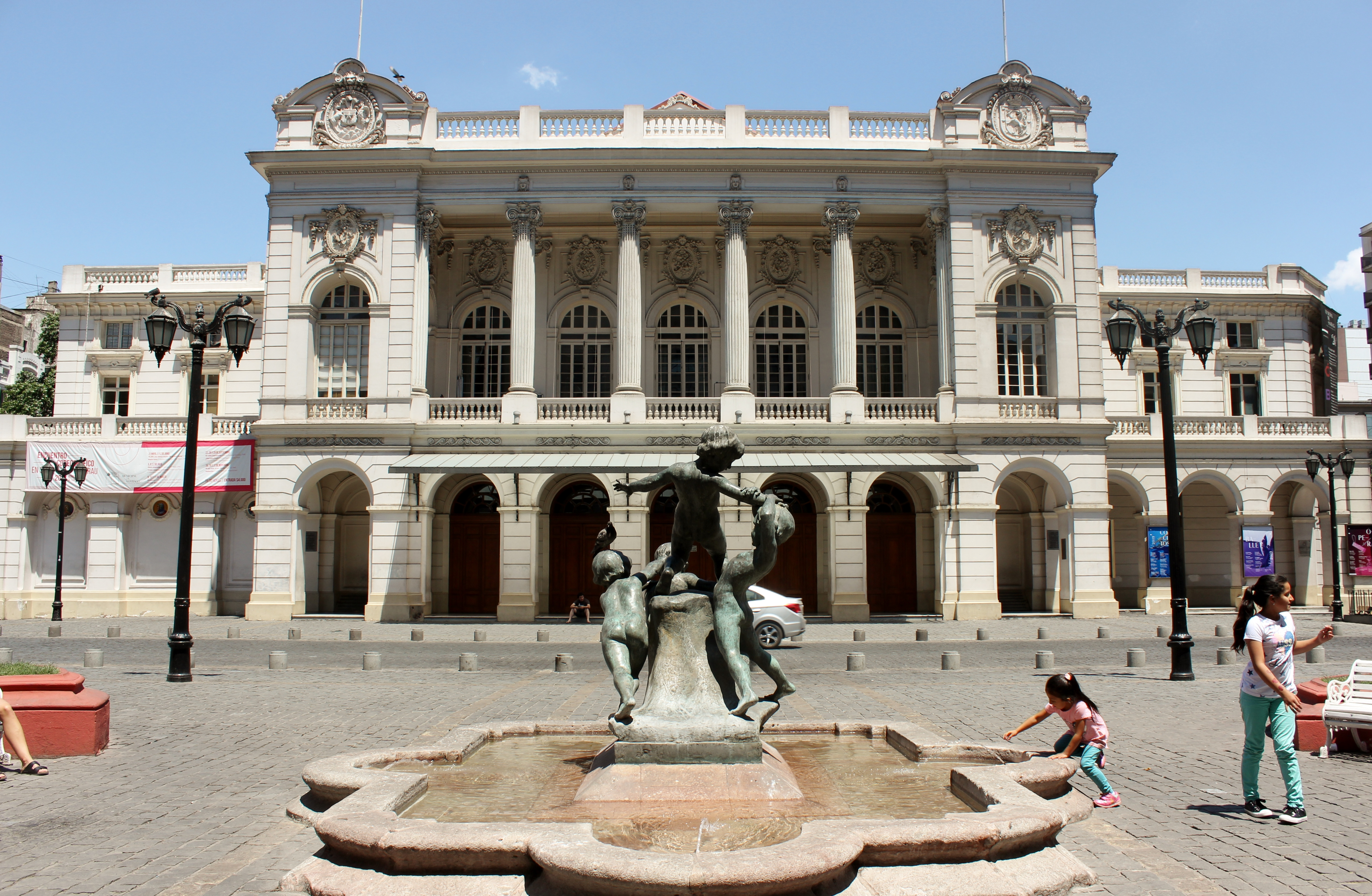
La Fuente de los niños y el Teatro Municipal

La calle Agustinas hacia el poniente destaca por sus construcciones de baja altura, usadas principalmente como moradas residenciales; hay también varios establecimientos educacionales, entre los que destacan los liceos Amunátegui (en el n.º 2818) y el Cervantes (n.º 2552). Con el paso del tiempo, los vecinos de aquel entorno se transformarían en los fundadores del barrio Yungay, que consolidó la vida nocturna santiaguina durante la primera mitad del siglo XX. La Quinta Normal, al poniente de Matucana, marca el inicio de lo que fue la expansión de la ciudad entre esta avenida y Ricardo Cumming. En este sector, a lo largo de ocho cuadras, Agustinas comparte un parque con la paralela calle Portales.